# Inaria
Inaria es un fósil ediacárico . Se encuentra en la cordillera Chace en Australia y en el área del Mar Blanco en Rusia.
Tiene simetría radial y ha sido descrito como un cnidario sin tentáculos. El organismo tenía un cuerpo con forma de saco que se parecía a un racimo de ajos o a un frasco cónico, con una base bulbosa ancha incrustada en el lodo y un tubo que se extendía sobre el fondo del mar. La cavidad corporal de Inaria era una cámara única con la superficie interna de la pared corporal formando invaginaciones profundas que dividían el estómago cavernoso en varios tabiques. En su entorno profundo parece que era la única especie.
Inaria fue encontrada en lodos de la costa inferior. Australia Post emitió un sello de 50 centavos con la imagen de Inaria el 21 de abril de 2005 en una serie titulada Criaturas del limo.
Una especie conocida como Inaria karli fue nombrada por Jim Gehling en 1987. Publicó en Un cnidario de grado actiniano del subgrupo Pound ediacarano del sur de Australia . Alcheringa 12: 299-314.